# Donald Rumbelow
Donald Rumbelow (født 1940) er en britisk forbrydelsehistoriker, tidligere kurator på City of London Polices Crime Museum, to gange formand for Storbritanniens Crime Writers Association og forfatter til bogen The Complete Jack the Ripper.
Han er kendt som en ekspert på området for Jack the Ripper forskning, Rumbelow er vært for turistgrupper fire gange om ugen til en "Jack the Ripper Walk" - en gårtur til gerningsstederne i Londons Whitechapel-distriktet, hjemsted for Ripper-mordene
Ud over Ripper tours, Rumbelow holder foredrag på Londons kriminalitethistorie og har deltaget i flere dokumentarfilm om Jack the Ripper.

## Bøger af Donald Rumbelow
- Donald Rumbelow: I Spy Blue: Police and Crime in the City of London from Elizabeth I to Victoria, Macmillan, 1971
- Donald Rumbelow: Houndsditch Murders, Macmillan, 1973
- Donald Rumbelow, Judy Hindley, Colin King: Detection (Know how books), Usborne Publishing Ltd, 1978
- Donald Rumbelow: Triple Tree, Harap, 1982
- Donald Rumbelow: The Complete Jack the Ripper, Virgin Books, 2013 ISBN 978-0-7535-4150-0
- Stewart P. Evans and Donald Rumbelow: Jack the Ripper: Scotland Yard Investigates, Sutton Publishing, 2007, ISBN 0-7509-4228-2